# Кизильник остролистный
Кизи́льник остролистный (лат. Cotoneaster acutifolius) — вид кустарников рода Кизильник (Cotoneaster) семейства Розовые (Rosaceae). Также встречается под устаревшим синонимичным названием кизи́льник блестя́щий (лат. Cotoneáster lucídus), так как 2000 году китайские учёные установили, что Cotoneaster lucidus является разновидностью Cotoneaster acutifolius var. lucidus (Schltdl.) L.T.Lu.
Растение родом из Северного Китая и Монголии, было интродуцировано на территорию бывшего СССР в начале 19 века. Часто и широко используется для городского и паркового озеленения, поскольку из него формируют неприхотливые живые изгороди, оно легко переносит стрижки и неприхотливо у городским условиям произрастания. Широко используется в Западной Европе и США.  

## Ботаническое описание
Пряморастущий листопадный кустарник до 3 м высотой, с густо опушёнными молодыми побегами текущего года. Крона по диаметру больше высоты в 1,5 раза, образована прямыми побегами, растущими во все стороны. Годовой прирост средний.
Листья эллиптические до яйцевидных, заострённые, длиной 1,7–5 см, шириной 0,8–3,5 см, сверху тёмно-зелёные, блестящие, голые; снизу сначала опушённые, желтовато-войлочные, позже почти голые, желтоватые. С наступлением осени окраска листьев становится тёмно-коричневато-красноватой.
Соцветия рыхлые, щитковидные кисти, 5—12-цветковые. Чашелистики широко-треугольные, в 2,5—3 раза короче лепестков. Тычинок двадцать, столбиков три, до четырёх. Мелкие розоватые цветки во время цветения во множестве располагаются по всей поверхности побегов, и из-за них почти не видно листьев. Цветение начинается в мае — июне и продолжается в течение месяца.
Плоды чёрные, блестящие, шаровидной формы, с коричнево-красной мякотью, диаметром 7—9 мм, с тремя, реже двумя косточками. Плоды созревают в конце сентября — начале октября, на растениях держатся до наступления морозов. Первое плодоношение — на четвёртый год.

## Распространение и экология
Встречается в Китае (провинция Ганьсу) и на юге Сибири. Произрастает по скалистым склонам, на галечниках рек, в зарослях кустарников и лиственично-смешанных лесах.
Кизильник остролистный в культуре размножают семенами и зелёными черенками, которые начинают заготавливать спустя две недели после окончания цветения и заканчивают в начале созревания плодов.

## Хозяйственное значение и использование
Кустарник декоративен, хорошо переносит стрижку и достаточно неприхотлив, поэтому часто используется в озеленении и ландшафтном дизайне для создания плотных живых изгородей (свободной формы и стриженой), посадок в группах и по одному.

### Вредители и болезни
Среди вредителей этого вида стоит отметить яблоневую тлю, сливового пилильщика и кизильникового клещика. Для борьбы с ними используют различные инсектициды.
Кизильник блестящий может болеть фузариозом. Меры борьбы с этим заболеванием — обеззараживание почвы вокруг кустов, обрезка и уничтожение заболевших побегов

### Ценный медонос
В условиях средней полосы обладает отличными свойствами медоносного растения. Большое количество нектара в цветках постоянно привлекает много насекомых. Медоносные пчёлы посещают цветки с раннего утра до наступления сумерек. На одном погонном метре живой изгороди за одну минуту насчитывали до 57 одновременно работающих пчёл. По степени нектароносности цветков кизильник блестящий можно сравнить с такими сильными медоносами, как липа или малина в годы, наиболее благоприятные для их нектаровыделения. Некоторые наблюдения были проведены в условиях Рязанской области в течение 1970—1973 годов. Интенсивное выделение нектара во время цветения происходило при разных погодных условиях. В среднем за четыре года степень сахаристости нектара составляла 16,8—19,5 %. Гектар посадок выделил 706,8—1215,2 кг нектара, в котором содержалось 122,3—204,2 кг сахара.

## Классификация

### История
Впервые кизильник остролистный описал русский ботаник Н. С. Турчанинов как Cotoneaster acutifolia в Бюллетене Московского общества испытателей природы в 1832 году. А в 1854 году немецкий ботаник Дидерих фон Шлехтендаль описал другой вид кизильника Cotoneaster lucida в ботаническом журнале Linnaea. Долгое время эти два таксона считались разными видами, и при этом кизильник блестящий считался более зимостойким, чем остролистный, и поэтому более известен как декоративное растение на территории бывшего СССР, но в настоящее время названия признаны синонимами.

### Таксономическое положение
- Cotoneaster acutifolius Turcz., 1832, Bull. Soc. Imp. Naturalistes Moscou 5: 190

Вид Кизильник остролистный включается в род Кизильник (Cotoneaster) семейства Розовые (Rosaceae) порядка Розоцветные (Rosales), последовательно входящего в более крупные клады Фабиды → Розиды → Суперрозиды → Эвдикоты → Цветковые растения. Таксономическая схема в соответствии с Системой APG IV по состоянию на июнь 2024 года:
|  |                          |  |                                   |                                   |                   |  | еще 8 семейств | еще 8 семейств |                            |  |  |  | еще 269 подтвержденных видов и 170 видов, ожидающих подтверждения |
|  |                          |  |                                   |                                   |                   |  | еще 8 семейств | еще 8 семейств |                            |  |  |  | еще 269 подтвержденных видов и 170 видов, ожидающих подтверждения |
|  |                          |  |                                   | порядок Розоцветные               |                   |  |                |                | род Кизильник              |  |  |  |                                                                   |
|  |                          |  |                                   | порядок Розоцветные               |                   |  |                |                | род Кизильник              |  |  |  |                                                                   |
|  | клада Цветковые растения |  |                                   |                                   | семейство Розовые |  |                |                | вид Кизильник остролистный |  |  |  |                                                                   |
|  | клада Цветковые растения |  |                                   |                                   | семейство Розовые |  |                |                |                            |  |  |  |                                                                   |
|  |                          |  | ещё 63 порядка цветковых растений | ещё 63 порядка цветковых растений |                   |  |                | еще 116 родов  | еще 116 родов              |  |  |  |                                                                   |
|  |                          |  |                                   | ещё 63 порядка цветковых растений |                   |  |                |                | еще 116 родов              |  |  |  |                                                                   |

### Синонимы
- Cotoneaster acutifolius f. glabricalyx Hurus.
- Cotoneaster acutifolius f. glabriusculus Hurus.
- Cotoneaster acutifolius unr. sinensis Koehne
- Cotoneaster acutifolius var. acutifolius
- Cotoneaster acutifolius var. lucidus (Schltdl.) L.T.Lu
- Cotoneaster acutifolius var. pekinensis Koehne
- Cotoneaster acutifolius var. typicus Zabel
- Cotoneaster hurusawaianus G.Klotz
- Cotoneaster lucidus Schltdl.
- Cotoneaster niger var. acutifolius (Lindl. ex Ledeb.) Wenz.
- Cotoneaster niger var. acutifolius (Turcz.) Wenz.
- Cotoneaster otto-schwarzii G.Klotz
- Cotoneaster pekinensis (Koehne) Zabel
- Cotoneaster sinensis hort. ex Lavallée
- Cotoneaster sinensis Rehder
- Pyrus acutifolia (Turcz.) M.F.Fay & Christenh.
- Pyrus beijingensis M.F.Fay & Christenh.
- Pyrus hurusawana (G.Klotz) M.F.Fay & Christenh.
- Pyrus lucida (Schltdl.) M.F.Fay & Christenh.
- Pyrus ottoschwartzii (G.Klotz) M.F.Fay & Christenh.